# 알바 뛰는 마왕님!
《알바 뛰는 마왕님!》(일본어: はたらく魔王さま! 하타라쿠 마오사마[*], 영어: The Devil is a Part-Timer!) 또는 《일하는 마왕님!》은 와가하라 사토시의 라이트 노벨 작품이다. 일러스트는 029가 담당했다. 《이 라이트 노벨이 대단해!》 작품 부문에서 2014년판에서 6위를 획득했다. 2021년 3월 시점에서 시리즈 누계 발행 부수는 350만 부를 돌파했다.
2013년 4월부터 6월까지 텔레비전 애니메이션 제1기가 방송되었다. 이후, 제2기 《알바 뛰는 마왕님!》(일본어: はたらく魔王さま!! 하타라쿠 마오사마[*], 영어: The Devil is a Part-Timer!!가 2021년 3월에 제작이 결정되었으며, 파트 1은 2022년 7월부터 9월까지 방영되었으며, 파트 2는 2023년 7월부터 9월까지 방영되었다.

## 주요 등장인물
- 마오 사다오(真奥貞夫), 마왕 사탄(魔王 サタン)

성우 - 오사카 료타 / 조시 그렐리
이세계(異世界) 엔테 이슬라에서 용사에게 패배하여 일본으로 도망쳐 왔다. 일본을 정복하려고 정식 사원을 목표로 삼으면서 하타가야 역 앞 패스트푸드점 맥로날드에서 아르바이트하고 있다. 아르바이트한 지 한 달만에 100엔(한화 약 1000원)을 올린 전설의 장본인이다. 마력을 조금 얻었을 때가 있지만 주로 남을 돕는데 쓴다.
- 유사 에미(遊佐恵美), 용사 에밀리아(勇者 エミリア)

성우 - 히카사 요코 / 펠리시아 안젤
이세계 엔테 이슬라에서 용사로서 마왕과 싸웠다. 마왕을 뒤쫓아 일본까지 왔지만, 생활비를 벌려고 텔레마케터 일을 하고 있던 중 도쿄에서 마왕과재회한다.인간과 천사(엄마쪽이 천사) 사이에서 태어난 아이만이 들 수 있는 성검으로 마왕의 성으로 처들어 간다. 본명은 에밀리아 유스티나.
- 아시야 시로(芦屋四郎), 악마 대원수 아르쉘(悪魔大元帥 アルシエル)

성우 - 오노 유키 / 앤서니 바울링
마왕 사탄과 함께 일본으로 건너온 심복이다. 언젠가 엔테 이슬라로 돌아가려고 매일같이 생활비를 절약하고 있다. 주부로서 마왕의 생활을 뒷받침한다. 참고로 애니메이션에서는 마왕 일행이 사기를 당했을 때(우루시하라 때문)그 회사에서 상담일을 맡았었다. 마왕은 아시아를 보며 '여기에 같이 온게 우루시하라가 아니라 너여서 다행이다.'라고 말한 적이 있다.
- 우루시하라 한조(漆原半蔵), 악마대원수 루시펠[주 1](悪魔大元帥 ルシフェル)

성우 - 시모노 히로 / 에런 디스뮤크
마왕과 용사 말살을 위해 엔테 이슬라에서 온 자객이었지만, 다시 마오의 밑으로 들어간다. 매일 인터넷만 하는 히키코모리 NEET(Not currently engaged in Education, Employment or Training이라는 신념을 가지고 있다). 루시펠이라는 이름에서 알 수 있듯이 유명한 타천사로 서방 대륙에서 용사 에밀리아에게 가장 먼저 격퇴당한 걸로 알려져 있었다. 대천사 시절 '새벽의 아이'라 불리며 신이 되려고 했던 최고위의 천사. 자가수급은 불가능한 듯 하지만 성법기를 보충할 수만 있다면 대천사 시절에 사용했던 간단한 성법기 정도는 사용할 수 있다. 이때 날개는 하얀 색으로 변한다.
외견은 대충 기른 앞머리에 자주색 눈동자를 한 소년인 모양이다. 원작에선 소년처럼 보이는 어른이라고 나온다. 호적은 미성년자(18세)로 올라가 있다.
작중 내용에 따르면 고양이 알레르기가 있으며 차멀미와 뱃멀미가 심하다.말을 잘탄다.
- 카마즈키 스즈노(鎌月鈴乃), 크레스티아 벨(クレスティア・ベル)

성우 - 이토 카나에 / 앨릭스 무어
마왕성의 옆집에 이사온 소녀. 품행방정에 예의가 바르다. 항상 식량난을 겪는 마왕성에 식재료를 가져다 줘서 치호와 에밀리아를 전율시킨다. 엔테 이슬라에서온 사리엘의 부하로 작중 내용에 따르면 조각을 잘하는 편. 여름 해변에 있는 가게에서 알바할 때 모레성을 만들었는데 구경하려는 손님이 많이 늘었다.
- 사사키 치호(佐々木千穂)

성우 - 토야마 나오 / 티아 밸러드
마오를 좋아하는 학생.

## 서적 정보

### 라이트 노벨
와가하라 사토시(저) / 029(일러스트) 《알바 뛰는 마왕님!》 아스키 미디어 웍스→KADOKAWA 〈전격 문고〉, 전 29권
| 권수 | 제목                         | 초판 발행일(발매일)       | ISBN                   |
| ---- | ---------------------------- | ------------------------- | ---------------------- |
| 1    | 알바 뛰는 마왕님!            | 2011년 2월 10일(같은 날)  | ISBN 978-4-04-870270-6 |
| 2    | 알바 뛰는 마왕님! 2          | 2011년 6월 10일(같은 날)  | ISBN 978-4-04-870547-9 |
| 3    | 알바 뛰는 마왕님! 3          | 2011년 10월 10일(같은 날) | ISBN 978-4-04-870815-9 |
| 4    | 알바 뛰는 마왕님! 4          | 2012년 2월 10일(같은 날)  | ISBN 978-4-04-886344-5 |
| 5    | 알바 뛰는 마왕님! 5          | 2012년 6월 10일(같은 날)  | ISBN 978-4-04-886654-5 |
| 6    | 알바 뛰는 마왕님! 6          | 2012년 10월 10일(같은 날) | ISBN 978-4-04-886990-4 |
| 7    | 알바 뛰는 마왕님! 7          | 2013년 2월 10일(같은 날)  | ISBN 978-4-04-891406-2 |
| 8    | 알바 뛰는 마왕님! 8          | 2013년 4월 10일(같은 날)  | ISBN 978-4-04-891580-9 |
| 9    | 알바 뛰는 마왕님! 9          | 2013년 8월 10일(같은 날)  | ISBN 978-4-04-891854-1 |
| 10   | 알바 뛰는 마왕님! 10         | 2013년 12월 10일(같은 날) | ISBN 978-4-04-866161-4 |
| 11   | 알바 뛰는 마왕님! 11         | 2014년 5월 10일(같은 날)  | ISBN 978-4-04-866554-4 |
| 12   | 알바 뛰는 마왕님! 0          | 2014년 9월 10일(같은 날)  | ISBN 978-4-04-866900-9 |
| 13   | 알바 뛰는 마왕님! 12         | 2015년 2월 10일(같은 날)  | ISBN 978-4-04-869252-6 |
| 14   | 알바 뛰는 마왕님! 13         | 2015년 6월 10일(같은 날)  | ISBN 978-4-04-865205-6 |
| 15   | 알바 뛰는 마왕님! 14         | 2015년 9월 10일(같은 날)  | ISBN 978-4-04-865379-4 |
| 16   | 알바 뛰는 마왕님! 15         | 2016년 2월 10일(같은 날)  | ISBN 978-4-04-865750-1 |
| 17   | 알바 뛰는 마왕님! 16         | 2016년 6월 10일(같은 날)  | ISBN 978-4-04-892118-3 |
| 18   | 알바 뛰는 마왕님! 0-II       | 2016년 9월 10일(같은 날)  | ISBN 978-4-04-892358-3 |
| 19   | 알바 뛰는 마왕님! 하이스쿨N! | 2017년 2월 10일(같은 날)  | ISBN 978-4-04-892667-6 |
| 20   | 알바 뛰는 마왕님! 17         | 2017년 5월 10일(같은 날)  | ISBN 978-4-04-892892-2 |
| 21   | 알바 뛰는 마왕님! 18         | 2018년 1월 10일(같은 날)  | ISBN 978-4-04-893572-2 |
| 22   | 알바 뛰는 마왕님! SP         | 2018년 6월 9일(같은 날)   | ISBN 978-4-04-893877-8 |
| 23   | 알바 뛰는 마왕님! SP2        | 2018년 8월 10일(같은 날)  | ISBN 978-4-04-893915-7 |
| 24   | 알바 뛰는 마왕님! 19         | 2018년 9월 7일(같은 날)   | ISBN 978-4-04-912022-6 |
| 25   | 알바 뛰는 마왕님! 20         | 2018년 12월 7일(같은 날)  | ISBN 978-4-04-912204-6 |
| 26   | 알바 뛰는 마왕님의 밥!       | 2019년 2월 9일(같은 날)   | ISBN 978-4-04-912326-5 |
| 27   | 알바 뛰는 마왕님! 21         | 2020년 8월 7일(같은 날)   | ISBN 978-4-04-912678-5 |
| 28   | 알바 뛰는 마왕님! 오카와리!! | (2022년 7월 8일)          | ISBN 978-4-04-914281-5 |
| 29   | 알바 뛰는 마왕님! ES!!       | 2023년 9월 10일(9월 8일)  | ISBN 978-4-04-915145-9 |

### 만화
알바 뛰는 마왕님!
원작을 따른 코미컬라이즈. 《월간 코믹 전격 대왕》 2012년 2월호부터 연재 중, 작화는 히이라기 아키오. 단행본은 전격 코믹스 릴리즈에서 간행.
1. 2012년 6월 27일 발매 ISBN 978-4-04-886721-4
2. 2012년 12월 15일 발매 ISBN 978-4-04-891272-3
3. 2013년 5월 27일 발매 ISBN 978-4-04-891688-2
4. 2013년 11월 27일 발매 ISBN 978-4-04-866084-6
5. 2014년 3월 27일 발매 ISBN 978-4-04-866394-6
6. 2014년 8월 27일 발매 ISBN 978-4-04-866843-9
7. 2015년 2월 27일 발매 ISBN 978-4-04-869209-0
8. 2015년 9월 26일 발매 ISBN 978-4-04-865350-3
9. 2016년 3월 26일 발매 ISBN 978-4-04-865805-8
10. 2016년 9월 27일 발매 ISBN 978-4-04-892290-6
11. 2017년 3월 27일 발매 ISBN 978-4-04-892768-0
12. 2017년 10월 27일 발매 ISBN 978-4-04-893424-4
13. 2018년 4월 27일 발매 ISBN 978-4-04-893804-4
14. 2019년 1월 26일 발매 ISBN 978-4-04-912291-6
15. 2019년 7월 26일 발매 ISBN 978-4-04-912642-6
16. 2020년 3월 10일 발매 ISBN 978-4-04-913107-9
17. 2020년 10월 26일 발매 ISBN 978-4-04-913480-3
18. 2021년 6월 25일 발매 ISBN 978-4-04-913856-6
19. 2022년 2월 26일 발매 ISBN 978-4-04-914257-0
20. 2022년 10월 27일 발매 ISBN 978-4-04-914656-1
21. 2023년 5월 26일 발매 ISBN 978-4-04-915057-5
22. 2023년 12월 26일 발매 ISBN 978-4-04-915406-1

알바 뛰는 마왕님! 하이 스쿨!
본편과는 달리 고등학교를 무대로 한 스핀오프. 《전격 마왕》에서 연재되었다. 작화는 미시마 쿠로네. 단행본은 전격 코믹스 EX에서 간행. 전 5권.
1. 2013년 1월 26일 발매 ISBN 978-4-04-891374-4
2. 2013년 5월 27일 발매 ISBN 978-4-04-891647-9
3. 2013년 12월 21일 발매 ISBN 978-4-04-866184-3
4. 2014년 9월 27일 발매 ISBN 978-4-04-866872-9
5. 2015년 4월 24일 발매 ISBN 978-4-04-869300-4

알바 뛰는 마왕님의 밥!
동명 작품의 코미컬라이즈판. Comic Walker에서 2019년 8월 29일부터 2022년 11월 4일까지 연재되었다(최종화는 단행본 선행 게재). 작화는 사도 오지. 단행본은 전격 코믹스 NEXT에서 간행. 전 4권.
1. 2020년 3월 10일 발매 ISBN 978-4-04-913038-6
2. 2020년 9월 25일 발매 ISBN 978-4-04-913432-2
3. 2021년 3월 27일 발매 ISBN 978-4-04-913717-0
4. 2022년 10월 27일 발매 ISBN 978-4-04-914506-9

## TV 애니메이션

포스터

제1기가 2013년 4월 4일부터 6월 27일까지 방영되었다. 원작 2권까지와 제7권 수록 단편을 기초로 구성하였다.
제2기 《알바 뛰는 마왕님!!》이 2021년 3월에 제작이 발표되어, 2022년 7월부터 9월까지 12화가 방송되었다. 최종화 방송 이후 속편 제작이 발표되어 2023년 7월부터 9월까지 제2기 2nd Season가 방송되었다.
대한민국에서는 애니플러스에서 방영하였다.

### 스태프
|                                   | 제1기                                                                               | 제2기 | 제2기 |
| 1st Season                        | 제1기                                                                               | 2nd Season | |
| --------------------------------- | ----------------------------------------------------------------------------------- | --- | --- |
| 원작                              | 와가하라 사토시                                                                     | 와가하라 사토시 | 와가하라 사토시 |
| 원작 일러스트· 캐릭터 디자인 원안 | 029                                                                                 | 029 | 029 |
| 감독                              | 호소다 나오토                                                                       | 츠쿠시 다이스케 | 츠쿠시 다이스케 |
| 시리즈 구성                       | 요코타니 마사히로                                                                   | 요코타니 마사히로 | 요코타니 마사히로 |
| 캐릭터 디자인                     | 이카리야 아츠시                                                                     | 이이노 유다이 | 이이노 유다이 |
| 총작화 감독                       | 이카리야 아츠시                                                                     | 타케다 요시히로 | 타케다 요시히로 |
| 디자인 웍스                       | コレサワシゲユキ、灯夢                                                              | 아키즈키 료 | 아키즈키 료 |
| 미술 감독                         | 타카미네 요시토                                                                     | 오츠즈키 마나부 | 오츠즈키 마나부 |
| 미술 설정                         | 킨죠 사아야                                                                         | 나리타 히데야스 | 나리타 히데야스 |
| 색채 설계                         | 테지마 아케미                                                                       | 테지마 아케미 | 테지마 아케미 |
| 촬영 감독                         | 미네기시 켄타로                                                                     | 이이지마 료 | 이이지마 료 |
| 3D 감독                           | 소마 히로시                                                                         | 오가와 코헤이 | 오가와 코헤이 |
| 편집                              | 고토 마사히로                                                                       | 도이 히데미츠 | 도이 히데미츠 |
| 특수 효과                         | 팀 타니구치                                                                         | 이시바시 아키라 | 이시바시 아키라 |
| 음향 감독                         | 아케타가와 진                                                                       | 아케타가와 진 | 아케타가와 진 |
| 음악                              | 나카니시 료스케                                                                     | 나카니시 료스케 | 나카니시 료스케 |
| 음악 프류듀서                     | 요시에 테루시게                                                                     | 요시에 테루시게 | 요시에 테루시게 |
| 음악 프류듀서                     | 이토 요시유키                                                                       | | |
| 음악 제작                         | Lantis                                                                              | Lantis | Lantis |
| 프로듀서                          | 오카무라 타케마                                                                     | 오카무라 타케마 | 오카무라 타케마 |
| 프로듀서                          | 아라카와 히토미                                                                     | 아라카와 히토미 | 쿠로사키 야스타카 |
| 프로듀서                          | 오오시마 야스시 사이토 시게루 후쿠다 준 카와무라 히토시 오카무라 타케마 이와사 가쿠 | 후카오 사토시 난바라 미츠히로 요시에 테루시게 소토카와 아키히로 오자와 후미히로 타무라 나츠미 오오와다 토모유키 카네코 히로타카 | 후카오 사토시 난바라 미츠히로 요시에 테루시게 소토카와 아키히로 오자와 후미히로 타무라 나츠미 오오와다 토모유키 카네코 히로타카 |
| 애니메이션 프로듀서               | 요시카와 츠나키                                                                     | 무토 노부카즈 | 무토 노부카즈 |
| 프로듀스                          | infinite                                                                            | infinite | infinite |
| 애니메이션 제작                   | WHITE FOX                                                                           | Studio 3Hz | Studio 3Hz |
| 제작                              | HM Project                                                                          | MAOUSAMA Project | MAOUSAMA Project |

### 주제가
ZERO!!
제1기 오프닝 테마. 노래·작사 - 쿠리바야시 미나미 / 작곡·편곡 - 나카츠치 토모히로
월화(月花)
제1기 엔딩 테마. 노래·편곡 - nano.RIPE / 작사 - 키미코 / 작곡 - 사사키 준
스타 차트(スターチャート)
제1기 제5화 엔딩 테마. 노래·편곡 - nano.RIPE / 작사 - 키미코 / 작곡 - 사사키 준
현을 타는 외톨이(ツマビクヒトリ)
제1기 제13화 엔딩 테마. 노래·편곡 - nano.RIPE / 작사 - 키미코 / 작곡 - 사사키 준
WITH
제2기 1st Season 오프닝 테마. 노래·작사 - 쿠리바야시 미나미 / 작곡·편곡 - 나카츠치 토모히로
수경의 세계(水鏡の世界)
제2기 1st Season 엔딩 테마. 노래 - 호리우치 마리나 / 작사·작곡·편곡 - nano.RIPE
빛이 없는 거리(光のない街)
제2기 2nd Seoson 오프닝 테마. 노래 - nano.RIPE / 작사 - 키미코 / 작곡·편곡 - 사사키 준
bloomin'
제2기 2nd Seoson 엔딩 테마. 노래 - Liyuu / 작사 - 시라유키 미유 / 작곡·편곡 - 시라토 유스케

### 방영 목록
| 화수             | 제목                                                                                     | 각본              | 그림 콘티         | 연출                                        | 작화 감독 | 총작화 감독                                                                     | 방송일          |
| 제1기            | 제1기                                                                                    | 제1기             | 제1기             | 제1기                                       | 제1기 | 제1기                                                                           | 제1기           |
| ---------------- | ---------------------------------------------------------------------------------------- | ----------------- | ----------------- | ------------------------------------------- | --- | ------------------------------------------------------------------------------- | --------------- |
| 제1화            | 魔王、笹塚に立つ 마왕, 사사즈카에 서다.                                                  | 요코타니 마사히로 | 호소다 나오토     | 호소다 나오토                               | 이카리야 아츠시 | 이카리야 아츠시                                                                 | 2013년 4월 4일  |
| 제2화            | 勇者、仕事優先で魔王城に泊まる 용사, 일을 우선 삼아 마왕성에 머물다.                     | 요코타니 마사히로 | 이와하타 고이치   | 코바야시 코지                               | 키미야 료스케 | 이카리야 아츠시                                                                 | 4월 11일        |
| 제3화            | 魔王、新宿で後輩とデートする 마왕, 신주쿠에서 후배와 데이트하다.                         | 시모야마 켄토     | 이와하타 고이치   | 츠치야 히로유키                             | 마타가 다이스케 | 이카리야 아츠시                                                                 | 4월 18일        |
| 제4화            | 勇者、心の温かさに触れる 용사, 마음의 온기를 느끼다.                                     | 마치다 토우코     | 오자와 카즈히로   | 오자와 카즈히로                             | 나카다 마사히코 | 이카리야 아츠시                                                                 | 4월 25일        |
| 제5화            | 魔王と勇者、笹塚を救う 마왕과 용사, 사사즈카를 구하다.                                   | 요코타니 마사히로 | 무라카와 켄이치로 | 코바야시 코지                               | 이카리야 아츠시 이케가미 타로 나카무라 카즈히사 마타가 다이스케 | 이카리야 아츠시                                                                 | 5월 2일         |
| 제6화            | 魔王, 学校の階段を昇る 마왕, 학교 계단을 오르다.                                         | 요코타니 마사히로 | 이와하타 고이치   | 하시모토 히로유키                           | 이케다 유우 | 이카리야 아츠시                                                                 | 5월 9일         |
| 제7화            | 魔王、近所付き合いで家計を助けられる 마왕, 이웃사촌 덕분에 살림살이가 펴다.              | 시모야마 켄토     | 니이도메 토시야   | 츠치야 히로유키                             | 나카다 마사히코 타무라 마사후미 무토 노부히로 키미야 료스케 나카무라 카즈히사 | 이카리야 아츠시                                                                 | 5월 16일        |
| 제8화            | 勇者、修羅場に突入する 용사, 아수라장에 돌입하다.                                        | 마치다 토우코     | 이와하타 고이치   | 히라무키 토모코                             | 마타가 다이스케 나카무라 카즈히사 키미야 료스케 무토 노부히로 | 이카리야 아츠시                                                                 | 5월 23일        |
| 제9화            | 勇者、修羅場を経験する 용사, 아수라장을 경험하다.                                        | 시모야마 켄토     | 마스이 소이치     | 코가 카즈오미                               | 이케가미 타로 사토 타카아키 이케다 유우 | 이카리야 아츠시                                                                 | 5월 30일        |
| 제10화           | 魔王と勇者、いつもと違った日常を過ごす 마왕과 용사, 평소와 다른 일상을 보내다.           | 마치다 토우코     | 코바야시 토모키   | 코바야시 토모키                             | 타무라 마사후미 나카무라 카즈히사 나카다 마사히코 사카이 큐타 무토 노부히로 | 이카리야 아츠시                                                                 | 6월 6일         |
| 제11화           | 勇者、己の信念を貫く 용사, 자신의 신념을 관철하다.                                       | 요코타니 마사히로 | 오자와 카즈히로   | 오자와 카즈히로                             | 이케다 유우 키미야 료스케 효도 마사루 이카리야 아츠시 | 이카리야 아츠시                                                                 | 6월 13일        |
| 제12화           | 魔王、己の職責を果たす 마왕, 자신의 직책을 다하다.                                       | 요코타니 마사히로 | 호소다 나오토     | 호소다 나오토                               | 이카리야 아츠시 마타가 다이스케 | 이카리야 아츠시                                                                 | 6월 20일        |
| 제13화           | 魔王と勇者、全うに仕事に励む 마왕과 용사, 성실하게 일에 매진하다.                        | 요코타니 마사히로 | 산죠 나미미       | 츠치야 히로유키                             | 사토 타카아키 나카다 마사히코 이카리야 아츠시 키미야 료스케 무토 노부히로 효도 마사루 | 이카리야 아츠시                                                                 | 6월 27일        |
| 제2기 1st Seoson |                                                                                          |                   |                   |                                             | |                                                                                 |                 |
| 제1화            | 魔王、笹塚に叫ぶ 마왕, 사사즈카에 외치다                                                 | 요코타니 마사히로 | 츠쿠시 다이스케   | 스즈키 타쿠마                               | 카메다 토모유키 카니타니 노리마사 쿠리니시 유스케 | 타케다 요시히로                                                                 | 2022년 7월 14일 |
| 제2화            | 魔王と勇者、身に覚えなく親になる 마왕과 용사, 자신도 모르게 부모가 되다                  | 요코타니 마사히로 | 니시타 마사요시   | 아와이 시게노리                             | 이카이 카즈유키 카마타 코이치 시게마츠 신이치 야마무라 토시유키 | 타케다 요시히로                                                                 | 7월 21일        |
| 제3화            | 魔王と勇者、勧めに従い遊園地に行く 마왕과 용사, 추천에 따라 놀이공원에 가다              | 마치다 토우코     | 츠쿠시 다이스케   | 히라무키 토모코 스즈키 타쿠마               | 오노 아키라 나리마츠 요시토 사이토 카즈야 아오키 아키히토 카나마루 아야코 카타오카 에미코 타노우에 마코토 | 타케다 요시히로                                                                 | 7월 28일        |
| 제4화            | 魔王、大切なものを失う苦しみを知る 마왕, 소중한 것을 잃는 고통을 알다                    | 오오니시 유지     | 나카자와 유이치   | 나카자와 유이치                             | 나카자와 유이치 이치노가와 사토시 빛의 정원 애니메이션 | 타케다 요시히로                                                                 | 8월 4일         |
| 제5화            | 魔王、家も仕事も失い途方に暮れる 마왕, 집도 직장도 잃고 망연자실하다                     | 하야카와 스미카   | 츠쿠시 다이스케   | 서혜진                                      | 한은미 홍인수 최종기 | 이이노 유다이                                                                   | 8월 11일        |
| 제6화            | 勇者、魔王の職場の大改造に協力する 용사, 마왕의 직장의 대개조에 협력하다                 | 오오니시 유지     | 오오노 카즈히사   | 우츠노미야 마사키                           | 모리 에츠히토 카메다 토모유키 카니타니 노리마사 쿠리하라 모토키 키요사와 유이토 | 타케다 요시히로                                                                 | 8월 18일        |
| 제7화            | 魔王、銚子と世界の広さを知る 마왕, 초시와 세상의 광활함을 깨닫다                         | 마치다 토우코     | 시키시마 히로히데 | 아키야마 히로시                             | 지펑우 오자와 카즈노리 모리 에츠히토 카나마루 아야코 타노우에 마코토 카메다 토모유키 | 타케다 요시히로                                                                 | 8월 25일        |
| 제8화            | 魔王、就農する 마왕, 취농하다                                                            | 요코타니 마사히로 | 니시타 마사요시   | 야마우치 토미오 안도 코타                   | 이카이 카즈유키 카마타 코이치 야마무라 토시유키 미나미 신이치로 빛의 정원 애니메이션 | 이이노 유다이                                                                   | 9월 1일         |
| 제9화            | 魔王と勇者、佐々木家を守るために立ち上がる 마왕과 용사, 사사키 일가를 지키기 위해 나서다 | 하야카와 스미카   | 니시타 마사요시   | 우미노 이카타로 쿠니모토 카즈호             | 카니타니 노리마사 카메다 토모유키 카나마루 아야코 후쿠나가 나기사 마츠이 쿄스케 빛의 정원 애니메이션 | 타케다 요시히로                                                                 | 9월 8일         |
| 제10화           | 魔王、テレビ購入を強硬に主張する 마왕, TV 구입을 강경히 주장하다                         | 오오니시 유지     | 마츠모토 요시히사 | 후지이 쿠니오                               | 장길용 유승철 서순영 김란영 한은미 박송화 백연주 박재석 김윤정 | 이이노 유다이                                                                   | 9월 15일        |
| 제11화           | 魔王、人との関わりを説く 마왕, 사람과의 관계를 설명하다                                  | 하야카와 스미카   | 카마쿠라 유미     | 우미노 이카타로                             | 한은미 김란영 박영희 박송화 김윤정 | 이이노 유다이                                                                   | 9월 22일        |
| 제12화           | 魔王と勇者、とりあえず目の前の出来事に集中する 마왕과 용사, 일단 눈앞의 사건에 집중하다  | 요코타니 마사히로 | 츠쿠시 다이스케   | 우츠노미야 마사키                           | 아오키 아키히토 호소다 사오리 사이토 카즈야 마츠시타 준코 쿠도 코세이 키요사와 유이토 모리 에츠히토 쿠리하라 모토키 쿠리니시 유스케 카나마루 아야코 카메다 토모유키 빛의 정원 애니메이션 Huqingdan Chen Qiang | 타케다 요시히로                                                                 | 9월 29일        |
| 제2기 2nd Seoson |                                                                                          |                   |                   |                                             | |                                                                                 |                 |
| 제13화           | 魔王、職場に復帰する 마왕, 직장에 복귀하다                                               | 요코타니 마사히로 | 츠쿠시 다이스케   | 아와이 시게노리                             | Ming Guang Xing Yue Long Guang Hui Ming | 타케다 요시히로                                                                 | 2023년 7월 13일 |
| 제14화           | 魔王と勇者、日常に惑う 마왕과 용사, 일상에 혹하다                                        | 마치다 토우코     | 우카이 유키       | 미츠카와 토모미                             | 카니타니 노리마사 마츠이 쿄스케 모리 에츠히토 | 타케다 요시히로                                                                 | 7월 20일        |
| 제15화           | 魔王と勇者、新たな夢の一歩を踏み出す 마왕과 용사, 새로운 꿈의 한 걸음을 내딛다           | 오오니시 유지     | 니시타 마사요시   | 타카하시 유키오                             | 이카이 카즈유키 카마타 코이치 시게마츠 신이치 마츠시타 준코 | 타케다 요시히로                                                                 | 7월 27일        |
| 제16화           | 魔王と勇者、お布団を買いに 마왕과 용사, 이불을 사러 가다                                 | 요코타니 마사히로 | 츠쿠시 다이스케   | 키무라 케이지                               | 카나마루 아야코 카메다 토모유키 | 타케다 요시히로                                                                 | 8월 3일         |
| 제17화           | 勇者、しばしの暇乞いをする 용사, 당분간 작별을 고하다                                    | 하아캬와 스미카   | 니시타 마사요시   | 우미노 이카타로                             | 황영식 최종기 | 이이노 유다이 리오                                                              | 8월 10일        |
| 제18화           | 魔王、出遅れる 마왕, 뒤늦게 나서다                                                       | 오오니시 유지     | 마츠모토 요시히사 | 카미야 마키                                 | 이카이 카즈유키 시게마츠 신이치 핫토리 마스미 야마자키 아이 | 하라다 미네후미                                                                 | 8월 17일        |
| 제19화           | 勇者、泣く 용사, 울다                                                                    | 마치다 토우코     | 니시타 마사요시   | 쿠니모토 카즈호                             | 카니타니 노리마사 마츠이 쿄스케 모리 에츠히토 야나세 조지 쿠리하라 모토키 | 타케다 요시히로                                                                 | 8월 24일        |
| 제20화           | 勇者、故郷に惑う 용사, 고향에 당황하다                                                   | 하야카와 스미카   | 시키시마 히로히데 | 후지이 쿠니오                               | 최은정 김란영 정지문 이범진 윤승현 | 하라다 미네후미 이이노 유다이                                                   | 8월 31일        |
| 제21화           | 魔王、吐く 마왕, 토하다                                                                  | 오오니시 유지     | 에조에 히토미     | 미츠카와 토모미                             | Hui Ming Ming Guang Long Guang | 타케다 요시히로 시마다 히데아키 시키시마 히로히데 하라다 미네후미 이이노 유다이 | 9월 7일         |
| 제22화           | 魔王、立場を失う 마왕, 설 자리를 잃다                                                    | 마치다 토우코     | 츠쿠시 다이스케   | 츠쿠시 다이스케 시미즈 아키라 키무라 케이지 | Hui Ming Ming Guang Long Guang | 니노미야 나나코 야마자키 아이 핫토리 사토시                                     | 9월 14일        |
| 제23화           | 勇者、戦陣に踊る 용사, 전장에서 춤추다                                                   | 하야카와 스미카   | 시키시마 히로히데 | 서혜진                                      | 카메다 토모유키 카나마루 아야코 야마자키 아이 | 타케다 요시히로                                                                 | 9월 21일        |
| 제24화           | 魔王と勇者、エンテ・イスラの変革に立ち会う 마왕과 용사, 엔테 이슬라의 변혁을 지켜보다    | 요코타니 마사히로 | 츠쿠시 다이스케   | 츠쿠시 다이스케                             | 카니타니 노리마사 오가와 크리스 모리 에츠히토 야마자키 아이 사사키 사키 마츠이 료스케 노자와 요코 이상민 | 츠루쿠보 히사코 니노미야 나나코                                                 | 9월 28일        |

### 내용주
1. ↑  한국어 자막판에서는 '루시퍼'로 나온다.
2. ↑  고풍스러운 말투를 쓴다. 한국어 자막판에서는 하오체로 나온다.

### 참조주
1. ↑  このラノ2014, 34쪽.
2. ↑  “TVアニメ『はたらく魔王さま!』第2期制作決定！　逢坂良太さん・日笠陽子さん・東山奈央さんら第1期の声優陣も続投”. 《animate Times》. 2021년 3월 6일. 2021년 3월 7일에 확인함.
3. 1 2 3 4 5 6  “スタッフ/キャスト”. 《TVアニメ『はたらく魔王さま』公式サイト》. 2021년 3월 6일에 확인함.
4. 1 2 3 4 5 6 7  “「はたらく魔王さま！」第1期から約8年の時を経て第2期制作決定！キャストは続投”. 《コミックナタリー》. ナターシャ. 2021년 3월 6일. 2021년 3월 6일에 확인함.
5. ↑  “はたらく魔王さま!”. KADOKAWA. 2021년 3월 8일에 확인함.
6. ↑  “はたらく魔王さま!2”. KADOKAWA. 2021년 3월 8일에 확인함.
7. ↑  “はたらく魔王さま!3”. KADOKAWA. 2021년 3월 8일에 확인함.
8. ↑  “はたらく魔王さま!4”. KADOKAWA. 2021년 3월 8일에 확인함.
9. ↑  “はたらく魔王さま!5”. KADOKAWA. 2021년 3월 8일에 확인함.
10. ↑  “はたらく魔王さま!6”. KADOKAWA. 2021년 3월 8일에 확인함.
11. ↑  “はたらく魔王さま!7”. KADOKAWA. 2021년 3월 8일에 확인함.
12. ↑  “はたらく魔王さま!8”. KADOKAWA. 2021년 3월 8일에 확인함.
13. ↑  “はたらく魔王さま!9”. KADOKAWA. 2021년 3월 8일에 확인함.
14. ↑  “はたらく魔王さま!10”. KADOKAWA. 2021년 3월 8일에 확인함.
15. ↑  “はたらく魔王さま!11”. KADOKAWA. 2021년 3월 8일에 확인함.
16. ↑  “はたらく魔王さま!0”. KADOKAWA. 2021년 3월 8일에 확인함.
17. ↑  “はたらく魔王さま!12”. KADOKAWA. 2021년 3월 8일에 확인함.
18. ↑  “はたらく魔王さま!13”. KADOKAWA. 2021년 3월 8일에 확인함.
19. ↑  “はたらく魔王さま!14”. KADOKAWA. 2021년 3월 8일에 확인함.
20. ↑  “はたらく魔王さま!15”. KADOKAWA. 2021년 3월 8일에 확인함.
21. ↑  “はたらく魔王さま!16”. KADOKAWA. 2021년 3월 8일에 확인함.
22. ↑  “はたらく魔王さま!0-II”. KADOKAWA. 2021년 3월 8일에 확인함.
23. ↑  “はたらく魔王さま!ハイスクールN!”. KADOKAWA. 2021년 3월 8일에 확인함.
24. ↑  “はたらく魔王さま!17”. KADOKAWA. 2021년 3월 8일에 확인함.
25. ↑  “はたらく魔王さま!18”. KADOKAWA. 2021년 3월 8일에 확인함.
26. ↑  “はたらく魔王さま!SP”. KADOKAWA. 2021년 3월 8일에 확인함.
27. ↑  “はたらく魔王さま!SP2”. KADOKAWA. 2021년 3월 8일에 확인함.
28. ↑  “はたらく魔王さま!19”. KADOKAWA. 2021년 3월 8일에 확인함.
29. ↑  “はたらく魔王さま!20”. KADOKAWA. 2021년 3월 8일에 확인함.
30. ↑  “はたらく魔王さまのメシ！”. KADOKAWA. 2021년 3월 8일에 확인함.
31. ↑  “はたらく魔王さま!21”. KADOKAWA. 2021년 3월 8일에 확인함.
32. ↑  “はたらく魔王さま！ おかわり!!”. KADOKAWA. 2022년 7월 8일에 확인함.
33. ↑  “はたらく魔王さま！ ES!!”. KADOKAWA. 2023년 9월 9일에 확인함.
34. ↑  “「はたらく魔王さま！」魔王と勇者のメシ事情を描くグルメスピンオフがマンガ化”. 《コミックナタリー》 (ナターシャ). 2019년 8월 29일. 2021년 3월 28일에 확인함.
35. ↑  COMIC_WALKER의 트윗 (1588477409804025856)
36. ↑  “はたらく魔王さま！”. 《allcinema》. 2023년 5월 31일에 확인함.
37. ↑  “はたらく魔王さま!!”. 《allcinema》. 2023년 5월 31일에 확인함.
38. ↑  “はたらく魔王さま！！：栗林みな実がテレビアニメ第2期OP担当　第1期に続き中土智博とタッグ”. 《MANTANWEB》 (MANTAN). 2022년 4월 5일. 2022년 4월 5일에 확인함.
39. ↑  “はたらく魔王さま！！：堀内まり菜がテレビアニメ第2期ED担当　nano.RIPEが楽曲制作”. 《MANTANWEB》 (MANTAN). 2022년 4월 10일. 2022년 4월 10일에 확인함.
40. 1 2  “「はたらく魔王さま!!」2nd Seasonに杉田智和ら出演、新たなビジュアルにPVも”. 《コミックナタリー》 (ナターシャ). 2023년 6월 7일. 2023년 6월 10일에 확인함.